# Dmitrij Kostromitin
Dmitrij Jurjewicz Kostromitin, ros. Дмитрий Юрьевич Костромитин (ur. 22 stycznia 1990 w Czelabińsku) – rosyjski hokeista.
Syn Jurija (ur. 1965), także hokeisty.

## Kariera
- Traktor 2 Czelabińsk (2006-2008)
- Mieczeł Czelabińsk (2007/2008)
- Montreal Juniors (2008-2009)
- Rouyn-Noranda Huskies (2009-2010)
- Biełyje Miedwiedi Czelabińsk (2010-2012)
- Mieczeł Czelabińsk (2011-2012)
- Czełmiet Czelabińsk (2012-2013)
- Admirał Władywostok (2014, 2015)
- Traktor Czelabińsk (2014)
- Czełmiet Czelabińsk (2014-2015)
- Witiaź Czechow (2015-2016)
- Łada Togliatti (2016-2019)
- Herning Blue Fox (2019-2020)
- Jermak Angarsk (2020-2021)
- Cracovia (2021)
- HK Nioman Grodno (2021)
- HC 05 Banská Bystrica (2021-2022)
- Mietałłurg Żłobin (2022-)

Wychowanek Traktora Czelabińsk. W drafcie do kanadyjskich rozgrywek juniorskich CHL z 2008 został wybrany przez klub Montreal Juniors. Następnie w sezonie 2008/2009 grał w lidze QMJHL w barwach Montreal Juniors, w edycji 2009/2010 w barwach Rouyn-Noranda Huskies. Po powrocie do Rosji grał w juniorskiej lidze MHL w barwach drużyny z Czelabińska (w sezonie MHL (2010/2011) był kapitanem Biełych Miedwiedów) oraz zespołów z tego miasta w lidze WHL. W czerwcu 2013 został przekazany z Traktora do nowej drużyny w rozgrywkach KHL, tj. do Admirała Władywostok. Rok potem, w połowie 2014 wrócił do Traktora, gdzie przedłużył kontrakt o dwa lata, Od 2015 reprezentował Witiazia Czechow w KHL. We wrześniu 2016 przeszedł do Łady Togliatti w KHL. Po dwóch sezonach tam, w maju 2018 prolongował umową o rok, po czym rozegrał w tym zespole trzeci sezon już w lidze WHL. W lipcu 2019 został zaangażowany przez duński klub Herning Blue Fox. Latem 2020 przeszedł do Jermaka Angarsk w WHL. Pod koniec stycznia 2021 został zawodnikiem Cracovii w Polskiej Hokej Lidze (zawodnikiem tego klubu został wtedy też inny zawodnik Jermaka, Jewgienij Sołowjow). W lipcu 2021 przeszedł do białoruskiego Niomana Grodno, gdzie 1 listopada 2021 ogłoszono jego zwolnienie. Pod koniec listopada 2021 został zawodnikiem słowackiego klubu HC 05 Banská Bystrica. W lipcu 2022 przeszedł do białoruskiego Mietałłurga Żłobin.
W barwach Rosji uczestniczył w turniejach mistrzostw świata juniorów do lat 18 edycji 2008 oraz mistrzostw świata juniorów do lat 20 edycji 2010.

## Sukcesy
Reprezentacyjne
- Srebrny medal mistrzostw świata juniorów do lat 18: 2008

Klubowe
- Srebrny medal mistrzostw Polski: 2021 z Cracovią